# Fizeau-Experiment

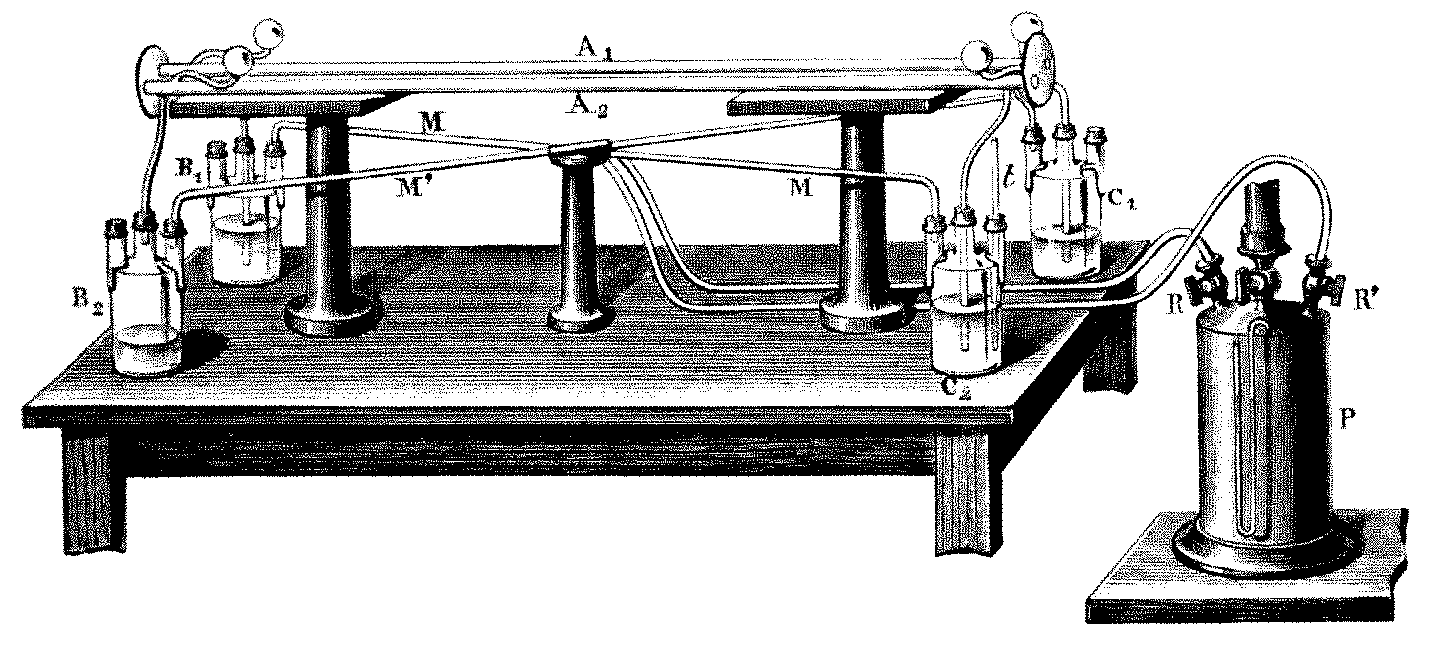
Aufbau des Fizeau-Experiments aus dem Jahr 1851

Das Fizeau-Experiment wurde von Hippolyte Fizeau 1851 durchgeführt, um die relativen Lichtgeschwindigkeiten in bewegtem Wasser zu messen. Dadurch konnte der „fresnelsche Mitführungskoeffizient“ bestätigt werden, wonach die Lichtgeschwindigkeit in Medien durch deren Bewegung modifiziert wird. Indirekt wurde dieser Koeffizient auch durch andere Experimente bestätigt, z. B. durch das Hoek-Experiment.
Laut Albert Einstein war das Fizeau-Experiment wegweisend für die Entwicklung der speziellen Relativitätstheorie (vgl. Tests der speziellen Relativitätstheorie).

## Fresnelscher Mitführungskoeffizient
Das Experiment war darauf angelegt, die Voraussage von Augustin Jean Fresnel (1818) zu überprüfen, wonach ein bewegtes dispersives Medium eine leichte Veränderung der Lichtgeschwindigkeit eines Lichtstrahls bewirken soll. Diese Hypothese wurde von Fresnel zur Erklärung von François Aragos Experiment zur Aberration des Lichtes in bewegten Medien eingeführt (siehe Relativbewegung zwischen Äther und Materie).
Physikalisch begründete Fresnel dies damit, dass der hypothetische Lichtäther (der nach damaligen Vorstellungen als Medium für die Ausbreitung des Lichts diente) von der bewegten Materie teilweise mitgeführt würde. Diese Lichtmitnahme wird auch als Korreption bezeichnet, der „fresnelsche Mitführungskoeffizient“ entsprechend als Korreptionskoeffizient. Er ergibt sich mit:
{\displaystyle k=1-{\frac {1}{n^{2}}}}
wobei
- die Lichtgeschwindigkeit in (ruhender) Materie gegeben ist durch {\displaystyle c/n} mit
  - dem Brechungsindex {\displaystyle n}
  - der Lichtgeschwindigkeit {\displaystyle c} im Vakuum.

Die Lichtgeschwindigkeit {\displaystyle c'} in einem mit der Geschwindigkeit  {\displaystyle v\ll c/n} bewegten Medium wäre deshalb nach Fresnel:
{\displaystyle c'={\frac {c}{n}}+v\left(1-{\frac {1}{n^{2}}}\right)}
Diese Formel wurde 1895 von Lorentz um einen Ausdruck zur Berücksichtigung von Dispersion erweitert:
{\displaystyle c'={\frac {c}{n}}+v\left(1-{\frac {1}{n^{2}}}-{\frac {\lambda }{n}}\cdot {\frac {\mathrm {d} n}{\mathrm {d} \lambda }}\right)}
mit der Wellenlänge {\displaystyle \lambda }.

## Fizeau-Experiment
Fizeau führte folgenden Versuch durch:
Ein von der Quelle S ausgesandter Lichtstrahl wird von der Glasplatte G reflektiert und durch die Linse L parallel weitergeführt. Nach Durchquerung der Schlitze O1 und O2 entstehen zwei Lichtstrahlen, welche die Kanäle A1 und A2 durcheilen, wobei die Kanäle jeweils von einem Wasserstrom in entgegengesetzter Richtung durchströmt werden (Pfeile). Der Spiegel m am Fokus der Linse L' richtet die durcheilenden Strahlen schließlich so an, dass sich einer immer in der Richtung, und der andere immer entgegen der Richtung des fließenden Wassers ausbreitet. Nachdem jeder Strahl den Weg zweimal durcheilt hat, werden die beiden Strahlen bei S' vereinigt, wo sie Interferenzstreifen erzeugen.

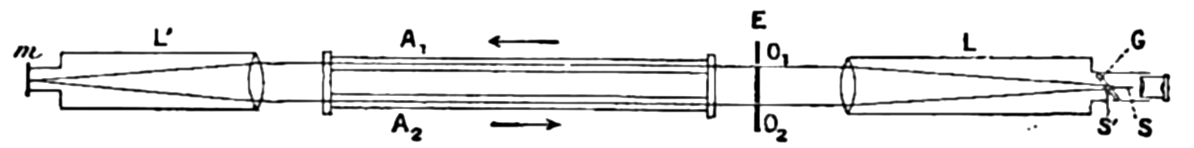
Das Fizeau-Experiment von 1851.

Solange sich das Wasser in Ruhe befand, wurde keine Streifenverschiebung beobachtet. Durchströmte das Wasser jedoch die Kanäle, muss gemäß dem fresnelschen Mitführungskoeffizienten ein positives Ergebnis auftreten (eine Verschiebung von ca. 0,46), da die Lichtgeschwindigkeit in den Medien je nach Bewegungsrichtung des Wassers unterschiedlich ausfällt. In Übereinstimmung mit Fresnels Mitführungskoeffizienten wurde von Fizeau tatsächlich eine Verschiebung von ca. 0,40 aufgrund der unterschiedlichen Laufzeiten bzw. Geschwindigkeiten bei gleich langer Strecke beobachtet.

## Wiederholungen

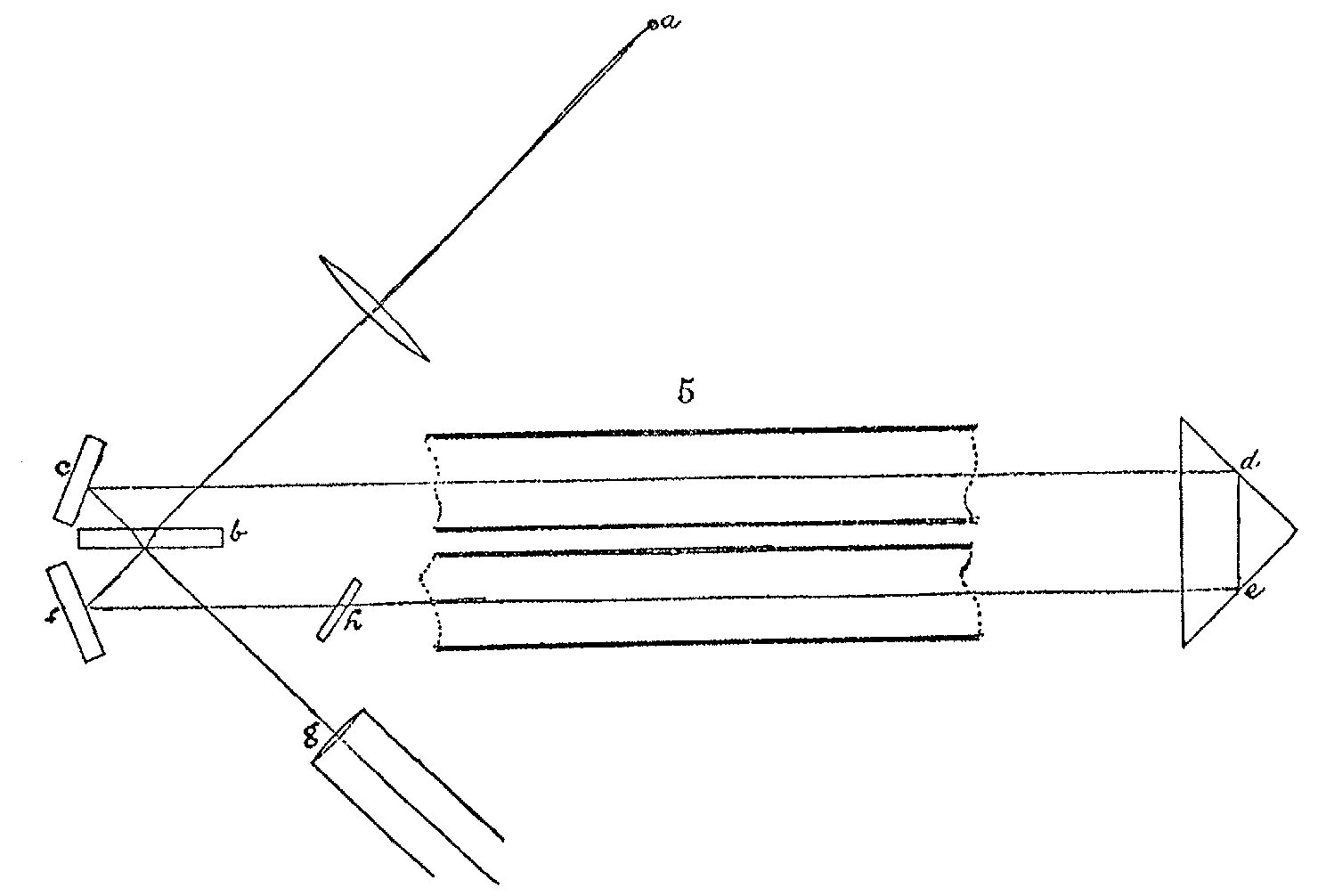
Verbesserte Variante des Experiments durch Michelson und Morley (1886).

Ein ähnliches Experiment wurde mit erhöhter Präzision 1886 von Albert A. Michelson und Edward W. Morley durchgeführt (nicht zu verwechseln mit dem Michelson-Morley-Experiment von 1887). Von der Lichtquelle a fällt Licht auf eine halbversilberte Fläche b, wo es geteilt wird. Ein Strahl folgt nun dem Weg b c d e f b g und der entgegensetzte b f e d c b g durch zwei von Wasser durchströmten Röhren. Analog zum Fizeau-Experiment wurde bei strömendem Wasser eine Streifenverschiebung aufgrund unterschiedlicher Lichtlaufzeiten in Übereinstimmung mit dem Fresnelschen Mitführungskoeffizienten festgestellt.
1914 konnte Pieter Zeeman auch den von Lorentz vorausgesagten Dispersionsterm bestätigen.
1910 versuchte Franz Harress, den fresnelschen Mitführungskoeffizienten mit einer rotierenden Versuchsanordnung nachzuweisen. Dies gelang ihm, jedoch trat dabei noch ein zusätzlicher Effekt auf, der von ihm als „systematischer Fehler“ interpretiert wurde. Tatsächlich handelte es sich dabei um den Sagnac-Effekt, der hier zusammen mit dem Mitführungskoeffizienten zu berücksichtigen ist.
Seitdem wurde dieser Mitführungskoeffizient in einer Reihe weiterer Experimente nachgewiesen, oft in Kombination mit dem Sagnac-Effekt. Beispielsweise mit Ringlasern und rotierenden Scheiben oder in Neutroneninterferometer-Experimenten. Auch ein transversaler Mitführungseffekt wurde gemessen, wenn das Medium sich rechtwinkelig zur ursprünglichen Richtung des eintreffenden Lichtes bewegt.

## Hoek-Experiment
Eine indirekte Bestätigung des Mitführungskoeffizienten wurde durch Martin Hoek (1868) erbracht.
Sein Apparat ähnelte dem von Fizeau, jedoch wurde nur in einem Arm ein Bereich mit (ruhendem) Wasser gefüllt, während der gegenüberliegende Arm nur Luft enthielt. Aus Sicht eines im Äther ruhenden Beobachters bewegt sich die Erde samt Apparatur und somit dem Wasser in eine bestimmte Richtung. Hoek errechnete daraus die folgenden Ausbreitungszeiten für Lichtstrahlen, die den Apparat in entgegengesetzter Richtung durchqueren (siehe Bild):
{\displaystyle t_{1}={\frac {AB}{c+v}}+{\frac {DE}{{\frac {c}{n}}-v}}}
{\displaystyle t_{2}={\frac {AB}{c-v}}+{\frac {DE}{{\frac {c}{n}}+v}}}

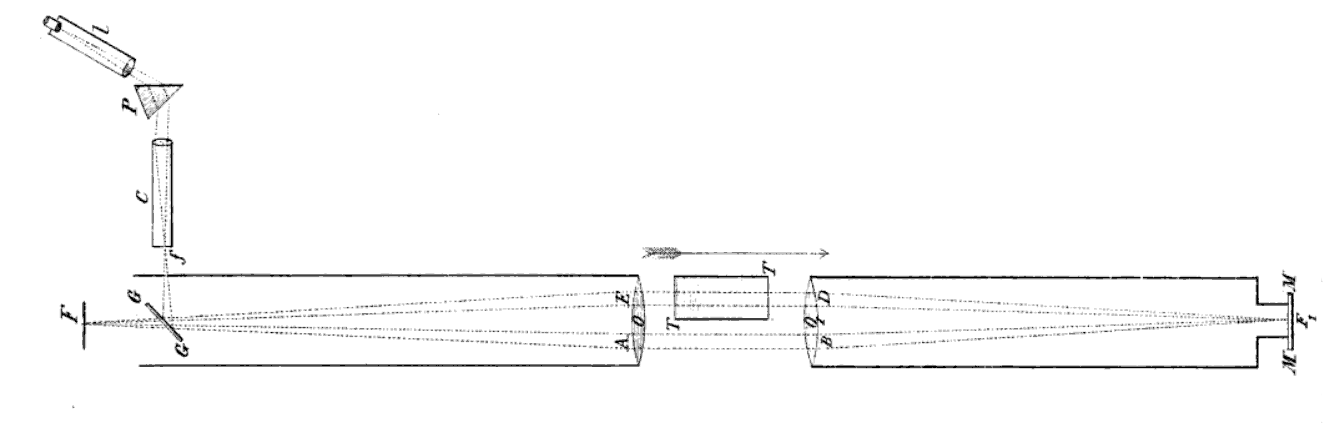
Aufbau des Hoek-Experiments

Daraus folgt, dass die Laufzeiten nicht gleich sind, was eine Streifenverschiebung im Interferometer verursachen müsste.
Wird aus Sicht des Äthersystems jedoch der Mitführungskoeffizient auf das Wasser angewendet, so werden die Geschwindigkeiten der Lichtstrahlen derart modifiziert, dass die unterschiedlichen Laufzeiten (für Größen erster Ordnung in v/c) ausgeglichen werden.
Tatsächlich ergab das Experiment ein Nullresultat und bestätigte somit den fresnelschen Mitführungskoeffizienten. (Für ein ähnliches Experiment, mit dem jedoch die Abschirmung des Ätherwindes ausgeschlossen wurde, siehe das Hammar-Experiment.)

## Erklärungen
Für die damaligen Äthertheorien waren folgende Konsequenzen zu berücksichtigen: Die Aberration des Lichtes widersprach einer vollständigen Mitführung des Äthers durch die Materie und war in Übereinstimmung mit einem weitgehend ruhenden Äther. Ebenso wurde der fresnelsche Mitführungskoeffizient mit einer nur teilweisen Äthermitführung gleichgesetzt. Deswegen wurde von der Mehrzahl der Physiker die Theorie des weitgehend ruhenden Äthers mit teilweiser Äthermitführung bevorzugt und die vollständige Äthermitführung als widerlegt betrachtet (siehe Relativbewegung zwischen Äther und Materie).
Doch während sich Fresnels Formel bewährt hatte, ergab sich aus der teilweisen Äthermitführung eine Abhängigkeit des Koeffizienten von der Frequenz bzw. der Farbe des Lichtes, was nicht stimmen konnte. Schließlich wurde Fresnels weitgehend ruhender bzw. nur teilweise mitgeführter Äther direkt durch das negative Resultat des Michelson-Morley-Experiments (1887) widerlegt. Es ergab sich also eine für die damaligen Äthertheorien widersprüchliche Situation: Einerseits zeigten die Aberration des Lichtes und das Fizeau-Experiment (und die Wiederholung durch Michelson und Morley (1886)), dass der Äther scheinbar in Ruhe ist bzw. nur teilweise mitgeführt wird. Andererseits stand das Michelson-Morley-Experiment (1887) im Widerspruch zum ruhenden Äther und bestätigte scheinbar die vollständige Äthermitführung.
Einen formalen Ausweg aus diesem Dilemma fand Hendrik Antoon Lorentz in einer Reihe von Arbeiten zwischen 1892 und 1904. So konnte er 1892 den Koeffizienten auf der Basis der maxwellschen elektromagnetischen Lichttheorie ableiten, ohne irgendeine Mitführung des Äthers annehmen zu müssen: Durch Wechselwirkung der Elektronen mit dem Licht wird bei der Bewegung der Materie ein Teil der elektromagnetischen Wellen modifiziert bzw. mitgeführt, wobei das Endergebnis mit dem fresnelschen Mitführungkoeffizienten übereinstimmt. Folgenreicher war jedoch, dass Lorentz dabei als mathematisches Hilfsmittel für Größen erster Ordnung zu v/c eine unterschiedliche Zeitvariable für relativ zum Äther bewegte Systeme verwendete, die Ortszeit.
1895 ging Lorentz noch einen Schritt weiter und benutzte ausschließlich die Ortszeit als Erklärung, ohne auf die Wechselwirkung von Licht und Materie zu verweisen. Lorentz’ Theorie hatte allerdings dasselbe Problem wie Fresnels – sie stand im Widerspruch zum Michelson-Morley-Experiment (1887). Deswegen musste er die Kontraktionshypothese einführen, wonach im Äther bewegte Körper in Bewegungsrichtung verkürzt werden. Das alles mündete schließlich in die Entwicklung der Lorentz-Transformation (1904).
Dies konnte wesentlich vereinfacht und physikalisch vertieft werden, nachdem Albert Einstein (1905) im Rahmen seiner speziellen Relativitätstheorie aus der Lorentz-Transformation das relativistische Geschwindigkeitsadditionstheorem abgeleitet hatte. Der mechanische Äther wurde überflüssig und die herkömmlichen Begriffe von Raum und Zeit neu interpretiert. Darauf aufbauend konnte Max von Laue 1907 mit Hilfe dieses Theorems die korrekte Mitführung für alle Größen zu v/c ableiten, wobei sich der fresnelsche Koeffizient angenähert bei geringen Geschwindigkeiten ergab. Das Experiment stellt folglich auch eine Bestätigung der Speziellen Relativitätstheorie dar.
Einstein betonte deswegen später auch immer wieder die große Bedeutung des Fizeau-Experiments für die Entwicklung der Speziellen Relativitätstheorie, da dieses Experiment bereits frühzeitig eine Abweichung von der klassischen Geschwindigkeitsaddition anzeigte. Beispielsweise berichtet Robert S. Shankland von folgender Aussage Einsteins:

“He continued to say the experimental results which had influenced him most were the observations of stellar aberration and Fizeau’s measurements on the speed of light in moving water. ‚They were enough,‘ he said.”

„Er [Einstein] fuhr fort, dass die experimentellen Resultate die ihn am meisten beeinflusst hatten, die Beobachtungen der stellaren Aberration und Fizeaus Messungen zur Lichtgeschwindigkeit in bewegtem Wasser waren. ‚Diese waren ausreichend‘, sagte er.“

## Relativistisch korrekte Herleitung des Mitführungskoeffizienten
Gemäß der speziellen Relativitätstheorie ist die Lichtgeschwindigkeit im Vakuum nicht überschreitbar. Das heißt, das Vakuum kann nicht als gewöhnliches materielles Lichtmedium („Äther“) aufgefasst werden, dessen Bewegungszustand einen Einfluss auf die Lichtgeschwindigkeit hätte.
Die Lichtgeschwindigkeit in der Materie ist jedoch immer geringer als die Vakuumlichtgeschwindigkeit. Hier ist es gemäß der Relativitätstheorie also erlaubt, dass die (jeweilige) Lichtgeschwindigkeit von der Bewegung des jeweiligen Mediums beeinflusst wird, solange die resultierende Geschwindigkeit nicht die Vakuumlichtgeschwindigkeit übersteigt. Damit dies möglich ist, kann die resultierende Geschwindigkeit nicht durch eine simple Addition von Mediumgeschwindigkeit und Lichtgeschwindigkeit ermittelt werden, sondern nur mit Hilfe des relativistischen Additionstheorems für Geschwindigkeiten.
Dabei ergibt sich, dass der fresnelsche Mitführungskoeffizient sich allein aus dem relativistischen Additionstheorem herleiten lässt. Irgendwelche Annahmen über die Natur der Lichtausbreitung im bewegten Medium sind dafür nicht erforderlich.
{\displaystyle u={\frac {\sqrt {{u'}^{2}+v^{2}+2\,{u'}v\cos \left(\alpha \right)-({\frac {u'v\sin \left(\alpha \right)}{c}})^{2}}}{{\frac {{u'}v\cos \left(\alpha \right)}{c^{2}}}+1}}}
Setzt man für {\displaystyle u'} die Lichtgeschwindigkeit im Medium ein, {\displaystyle u'=c/n}, und identifiziert {\displaystyle v} mit der Geschwindigkeit des Mediums, sowie {\displaystyle \alpha } als den Winkel zwischen den Ausbreitungen, so ergibt sich für die Summe beider Geschwindigkeiten {\displaystyle u} im Laborsystem:
{\displaystyle u={\frac {\sqrt {({\frac {c}{n}})^{2}+v^{2}+2\,{\frac {c}{n}}v\cos \left(\alpha \right)-({\frac {v\sin \left(\alpha \right)}{n}})^{2}}}{1+{\frac {v\cos \left(\alpha \right)}{cn}}}}}
Wenn die Richtung der beiden Geschwindigkeiten übereinstimmt ({\displaystyle \alpha =0;\alpha =\pi }), lautet das Additionstheorem:
{\displaystyle u={\frac {u'+v}{1+{\frac {u'v}{c^{2}}}}}}
{\displaystyle u={\frac {{\frac {c}{n}}+v}{1+{\frac {v}{nc}}}}={\frac {c}{n}}\cdot {\frac {1+{\frac {vn}{c}}}{1+{\frac {v}{nc}}}}}
Für kleine Geschwindigkeiten {\displaystyle v\ll c/n} liefert Taylorentwicklung nach {\displaystyle v} die Näherung erster Ordnung:
{\displaystyle u\approx {\frac {c}{n}}+v\left(1-{\frac {1}{n^{2}}}\right)}
Dies stimmt mit dem fresnelschen Ergebnis ungefähr überein.